# Diane Foster
Patricia Diane Foster (* 3. März 1928 in Vancouver; † 4. Januar 1999 in Oliver, British Columbia) war eine kanadische Sprinterin.
Bei den Olympischen Spielen 1948 in London gewann sie in 47,8 Sekunden die Mannschafts-Bronzemedaille in der 4-mal-100-Meter-Staffel zusammen mit ihren Teamkolleginnen Viola Myers, Nancy Mackay und Patricia Jones, hinter dem Team der Niederlande (Gold) und dem Team aus Australien (Silber). Sie nahm auch am 200-Meter-Lauf teil, schied aber mit 26,1 Sekunden im Vorlauf aus.